# Chhatraganj
Chhatraganj (en népalais : छत्रगञ्ज) est un comité de développement villageois du Népal situé dans le district d'Arghakhanchi. Au recensement de 2011, il comptait 2 634 habitants.